# Axylia lignosa
Axylia lignosa är en fjärilsart som beskrevs av Jacob Hübner 1803. Axylia lignosa ingår i släktet Axylia och familjen nattflyn. Inga underarter finns listade i Catalogue of Life.